# Клиновой (посёлок)
Клиновой — упразднённый посёлок в Обливском районе Ростовской области. На момент упразднения входит в состав Александровского сельского поселения. Исключен из учётных данных в 1998 году.

## География
Располагался в западной части района, на балке Россошь, на расстоянии приблизительно в 5 км (по прямой) к северо-западу от хутора Александровский.

## История
Возник как одно из производственных отделений совхоза № 18 (позднее «Чирский»). В марте 1987 г. посёлок ферма № 4 молсовхоза переименован в посёлок Клиновой. По всей видимости название было дано по названию хутора Клиновой, который располагался на Чир и был упразднён в 1978 году.